# Longyearbyen
Longyearbyen este cea mai mare așezare din insulele Svalbard, situate în Oceanul Arctic și aparținând  Norvegiei. Localitatea este situată în partea de vest a insulei Spitsbergen, port la fiordul Adventfjorden. 
Populația este de aproximativ 2000 locuitori. Așezarea a fost întemeiată în 1906 de către John Munroe Longyear principalul proprietar al Companiei Arctice de Cărbune din Boston (Arctic Coal Company of Boston). A fost distrus de germani în Al Doilea Război Mondial în anul 1943 și reconstruit după terminarea conflictului. Mineritul și turismul sunt principalele activități. Vegetația este de tundră. Longyearbyen este locul de reședință al guvernatorului din Svalbard (constituit dintr-un grup de persoane care reprezintă autoritatea locală).

## Depozitul Svalbard International Seed Vault (SISV)
În această localitate a fost construit în anul 2008 (26 februarie 2008) un depozit de semințe care va păstra, când va fi la maximă capacitate, semințele  a aproximativ 100 de milioane de specii de plante de pe glob. În prezent depozitul găzduiește semințele a aproximativ jumătate de milion de specii . Svalbard International Seed Vault (SISV), cunoscut și ca “seiful pentru sfârșitul lumii", este conceput pentru a păstra câte un eșantion din toate varietățile de plante cunoscute de om.
Longyearbyen a fost ales pentru a găzdui acest depozit, pentru stabilitatea sa seismică și pentru că, fiind săpat în solul înghețat în permanență al teritoriului arctic (permafrost), ușurează conservarea. Semințele sunt împachetate în folie de aluminiu, înconjurate de ziduri de un metru grosime. Seiful are un tunel de 125 metri lungime, săpat în stâncă. Chiar dacă sistemele de refrigerare se defectează, spun specialiștii, temperatura muntelui va fi inferioară temperaturii de congelare datorită permafrostului, acoperământul de gheață veșnic al regiunii.
Intrarea seifului are o concepție futuristă cu câteva oglinzi metalice care reflectă razele soarelui în timpul zilei și strălucesc în întunericul nopții, fiind realizate de artistul norvegian Dyveke Sanne. La intrarea în seif se află compresoare care răcesc interiorul buncărului.
Interiorul tunelului a fost întărit cu o structură circulară din oțel, pentru a evita pericolul unei alunecări de teren datorită eroziunii muntelui în care a fost construit seiful.
Conservarea plantelor în seif este oferită ca un serviciu gratuit, iar țările care trimit eșantioane vor fi totdeauna proprietarii lor. Toți vor putea primi copii de înlocuire care se conservă în buncărul arctic de fiecare dată când una din varietăți va dispărea din mediul ei natural.
În momentul de față, există deja în lume mai mult de 1.000 de bănci de plante. Totuși, multe dintre ele, mai ales cele care se află în țările în curs de dezvoltare, sunt amenințate în permanență de lipsa apei, riscul de cutremure, inundații sau alte dezastre naturale, conflicte armate sau gestionare proastă datorită lipsei de resurse.